# L'Âme en peine
L'Âme en peine (All Souls) est le 17e épisode de la saison 5 de la série télévisée X-Files. Dans cet épisode, Scully est confrontée à des morts mystérieuses de jeunes filles qui l'affectent particulièrement.

## Résumé
À Alexandria, en Virginie, le père McCue baptise Dara Kernof, une jeune fille sévèrement handicapée. Pendant la nuit, Dara quitte sa chaise roulante et sort dans la rue. Son père la voit agenouillée devant une silhouette sombre lorsqu'un éclair aveuglant apparaît. Quand le père de Dara arrive auprès de sa fille, il la découvre morte, les yeux brûlés. Le père McCue demande l'aide de Scully sur cette affaire. Scully apprend que Dara avait été adoptée et son père prétend que c'est le Diable qui était dans la rue avec elle.

## Distribution
- David Duchovny : Fox Mulder
- Gillian Anderson : Dana Scully
- Glenn Morshower : Aaron Starkey
- Jody Racicot : le père Gregory
- Emily Perkins : Dara Kernoff / Paula Koklos / Roberta Dyer
- Lauren Diewold : Emily Sim
- Arnie Walters : le père McCue
- Eric Keenleyside : Lance Kernof

## Accueil

### Audiences
Lors de sa première diffusion aux États-Unis, l'épisode réalise un score de 8,5 sur l'échelle de Nielsen, avec 12 % de parts de marché, et est regardé par 13,44 millions de téléspectateurs.

### Accueil critique
L'épisode recueille des critiques mitigées. Le site Le Monde des Avengers lui donne la note de 4/4. John Keegan, du site Critical Myth, lui donne la note de 8/10. Todd VanDerWerff, du site The A.V. Club, lui donne la note de B+.
Dans leur livre sur la série, Robert Shearman et Lars Pearson lui donnent la note de 1/5. Paula Vitaris, de Cinefantastique, lui donne la note de 1/4.

## Commentaires
Dans cet épisode, l'un des personnages a des mains polydactyles.